# Parque nacional Río Keep
El Parque nacional Río Keep (Keep River National Park) es un parque nacional del Territorio del Norte (Australia), ubicado a 418 km al suroeste de Darwin y a 468 km al oeste de Katherine. El pueblo más cercano es Kununurra en Australia Occidental.
El parque tiene varias formaciones de piedra caliza y hay un sitio trabajos de arte indígena australiano hacia el final del camino de la garganta del río Keep. El parque se encuentra en el área tribal de los pueblos Mirriwung y Gadjerong.
El acceso al parque puede restringirse debido a inundaciones en la época de lluvias. El mejor período para visitarlo es entre mayo y agosto, cuando se disfruta de temperaturas entre 10 °C y 35 °C.